# Quixaba (kommun i Brasilien)
Quixaba är en kommun i Brasilien.   Den ligger i delstaten Pernambuco, i den östra delen av landet, 1 400 km nordost om huvudstaden Brasília. Antalet invånare är 6 735. Arean är 210 kvadratkilometer.
Terrängen i Quixaba är platt västerut, men österut är den kuperad.
Omgivningarna runt Quixaba är huvudsakligen savann. Runt Quixaba är det ganska glesbefolkat, med 30 invånare per kvadratkilometer.